# Natália Araújo
Pour les articles homonymes, voir Araújo (homonymie).
Natália Araújo est une joueuse brésilienne de volley-ball née le 10 avril 1997 à Guarulhos, dans l'État de São Paulo. Elle a remporté avec l'équipe du Brésil la médaille de bronze du tournoi féminin aux Jeux olympiques d'été de 2024, organisés à Paris.